# فرنتس سالاشی
فرنتس سالاشی (مجاری: Szálasi Ferenc؛ زادهٔ ۶ ژانویهٔ ۱۸۹۷ – درگذشتهٔ ۱۲ مارس ۱۹۴۶) سیاستمدار مجار بود که به عنوان جنایتکار جنگی در دادگاه مردمی بوداپست محکوم به اعدام شد. شش ماه پیش از پایان جنگ، ارتش آلمان مجارستان را اشغال و میکلوش هورتی، نایب‌السلطنه به اجبار برکنار شد، پس از آن سالاشی به عنوان رئیس کشور و نخست‌وزیر دولت وحدت ملی پادشاهی مجارستان قدرت را بر دست گرفت. او در این چند ماه از ۱۹۴۴ تا ۱۹۴۵ رئیس حزب صلیب پیکان، رهبر ملت و رئیس دولت نازی مجارستان بود.